# Marieta Gotfryd
Marieta Gotfryd (ur. 11 września 1980 w Gornej Orjachowicy) – polska sztangistka, wielokrotna medalistka mistrzostw Europy i mistrzostw świata w Antalyi. Reprezentantka Polski na letnich igrzyskach olimpijskich 2008.

## Kariera
Od początku kariery związana z klubem MAKS Tytan Oława. Pierwszy sukces na arenie międzynarodowych odniosła w 1999 roku zdobywając brązowy medal w kategorii do 58 kg na mistrzostwach Europy w hiszpańskiej La Coruñi. W 2001 roku na mistrzostwach świata w tureckiej Antalyi zdobyła brązowy medal, a także srebrny medal na ME w słowackim Trenczynie w kategorii w tej samej kategorii wagowej. W 2005 roku na mistrzostwach Europy w Sofii również w kategorii do 58 kg zdobyła brązowy medal. W debiutanckim występie na letnich igrzyskach olimpijskich w Pekinie w kategorii do 58 kg zajęła dziesiąte miejsce. W 2010 roku na mistrzostwach Europy w Mińsku powtórzyła sukces z Sofii.
Urodziła się w Bułgarii (jej matka pochodzi z tego kraju). Gdy miała 10 lat, jej rodzina przeprowadziła się do Polski i zamieszkała w Oławie, rodzinnym mieście jej ojca. W 2010 roku uchwałą Rady Miejskiej tego miasta otrzymała tytuł "Zasłużony dla miasta Oławy".